# Spoiwo malarskie
Spoiwo – substancja składająca się z części stałej lub płynnej posiadającej zdolność tworzenia błony oraz rozpuszczalnika, w której jest ona rozpuszczona lub występuje w formie zawiesiny.
Najstarszymi spoiwami malarskimi były naturalne emulsje roślinne - żółtko kurzego jaja, sok z młodych pędów figowych, roztwór kazeiny, roztwory klejów glutynowych. W technice enkaustycznej stosowano jako spoiwo zmydlony lub roztopiony wosk pszczeli.
Od końca XV w. zyskuje popularność technika olejna stosująca jako spoiwo olej roślinny,głównie lniany, rzadziej orzechowy, makowy, konopny. Technika opiera się na zdolności niektórych olejów do sieciowania pod wpływem światła i powietrza.
Spoiwa obecnie  najczęściej występujące w farbach, lakierach i innych wyrobach malarskich i pokrewnych to emulsje polimerów w wodzie lub rozpuszczalnikach organicznych. Substancja błonotwórcza po odparowaniu rozpuszczalników lub na skutek reakcji sieciowania żywic tworzy razem z pigmentami na powierzchni powłokę malarską. Spoiwo decyduje o wielu własnościach tej powłoki m.in. jej połyskowi, odporności na ścieranie, zmywalności odporności na czynniki atmosferyczne.
Przykłady dyspersji polimerów:
- dyspersja polimerów octanu winylu w wodzie
- dyspersja kopolimerów styrenowo-akrylowych wodzie
- dyspersja kopolimerów winylowo-maleinowych w wodzie

Przykłady żywic:
- żywica alkidowa w rozpuszczalnikach organicznych
- żywica alkidowa w wodzie
- żywica epoksydowa w stanie stałym lub w roztworze
- żywica fenolowo-formaldehydowa  w etanolu
- żywice silikonowe w roztworach i zawiesinach.